# シャロフィディン・ボルタボエフ
シャロフィディン・ボルタボエフ（Sharofiddin Boltaboev　1995年11月19日- ）はウズベキスタン出身の柔道選手。階級は81kg級。

## 経歴
2014年の世界ジュニア73㎏級で5位だったが、 アジアジュニアでは2位になった。2015年のアジア選手権では2位だった。その後階級を81㎏級に上げた。2019年のアジアパシフィック選手権では2位になると、世界選手権では初戦で世界2位である藤原崇太郎を技ありで破るも、その後敗れて7位にとどまった。地元開催のグランプリ・タシュケントでは優勝した。2020年のグランドスラム・パリでは2位になった。2021年のグランドスラム・テルアビブでは優勝すると、グランドスラム・タシケントで2位、アジア・オセアニア選手権では3位だった。2021年の世界選手権では準決勝でベルギーのマティアス・カスに敗れるなどして5位だった。7月に日本武道館で開催された東京オリンピックでは準々決勝でオーストリアのシャミル・ボルチャシビリに敗れるなどして7位だった。2024年の世界選手権で5位、パリオリンピックでは7位だった。
IJF世界ランキングは2352ポイント獲得で22位（24/8/11現在）。

## 主な戦績
73㎏級での戦績
- 2014年 - 世界ジュニア　5位
- 2014年 - アジアジュニア　2位
- 2015年 - アジア選手権　2位

81㎏級での戦績
- 2017年 - グランプリ・タシュケント　3位
- 2018年 - アジア大会　7位
- 2019年 - アジアパシフィック選手権　2位
- 2019年 - 世界選手権　7位
- 2019年 - グランプリ・タシュケント　優勝
- 2020年 - グランドスラム・パリ　2位
- 2021年 - グランドスラム・テルアビブ　優勝
- 2021年 - グランドスラム・タシケント　2位
- 2021年 - アジア・オセアニア選手権　3位
- 2021年 - 世界選手権　5位
- 2021年 - 東京オリンピック　7位
- 2022年 -　グランドスラム・パリ　3位
- 2022年 -　グランドスラム・アンタルヤ　3位
- 2022年 -　グランドスラム・トビリシ　3位
- 2022年 - イスラム諸国連帯競技大会　3位
- 2024年 -　グランドスラム・トビリシ　2位
- 2024年 -　アジア選手権　団体戦 3位
- 2024年 - グランドスラム・アスタナ　優勝
- 2024年 - 世界選手権　5位
- 2024年 - パリオリンピック　7位

(出典)